# Dorfkirche Werbig (Bad Belzig)

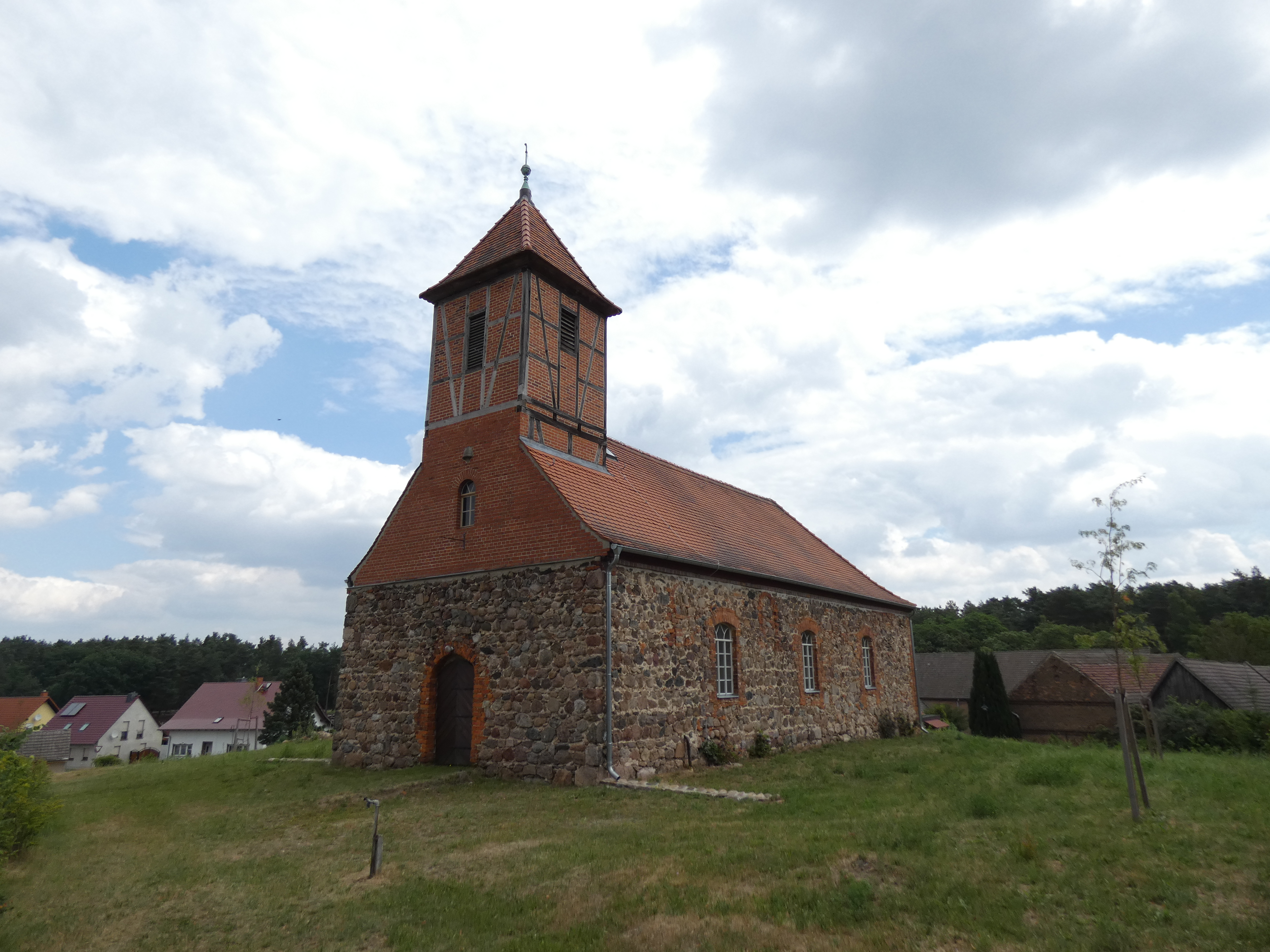
Die Werbiger Dorfkirche

Die Dorfkirche Werbig ist die evangelische Kirche im zur Stadt Bad Belzig gehörenden Dorf Werbig. Sie gehört zur Evangelischen Kirchengemeinde St. Marien Hoher Fläming Bad Belzig des Kirchenkreises Mittelmark-Brandenburg der Evangelischen Kirche Berlin-Brandenburg-schlesische Oberlausitz und ist als Baudenkmal ausgewiesen.

## Geschichte
Die Dorfkirche Werbig ist eine mittelalterliche Feldsteinkirche, die mehrfach baulich verändert wurde. Die bestehenden Fensteröffnungen und das Kirchenportal stammen aus dem Jahr 1760. Ebenfalls um diese Zeit wurde eine Empore installiert. Der Kirchturm stammt aus dem 19. Jahrhundert.

## Bauwerk
Im Schiff der Saalkirche wurden in erster Linie eiszeitliche Findlinge verbaut. Daneben fanden Backsteine vor allem als Füllmaterial und zur Ummauerung der Öffnungen Verwendung. Weiterhin ist der westliche Giebel vollständig aus Backsteinen gemauert. Über diesem befindet sich der quadratische Kirchturm aus Fachwerk. Er hat Schallöffnungen für das Geläut. Die Fenster im Schiff und das Portal sind segmentbogig gestaltet. Über dem Westportal befindet sich im Giebel ein kleines Rundbogenfenster. Das Dach des Schiffs ist nach Osten abgewalmt, das des Turms ein Zeltdach. Die Spitze markieren Turmkugel und Wetterfahne.

## Ausstattung
Im Kircheninneren befindet sich eine hufeisenförmige Empore. Zwei aus dem 18. Jahrhundert stammende Kronleuchter bestehen aus Messing.